# Мастера русского балета
«Мастера русского балета» — фильм режиссёра Герберта Раппопорта, в котором демонстрируются фрагменты из трёх классических балетов:
«Лебединое озеро» П. И. Чайковского в постановке Льва Иванова и Мариуса Петипа, редакция Константина Сергеева. Исполнители: Галина Уланова (Одетта), Наталья Дудинская (Одиллия), Константин Сергеев (принц Зигфрид), Владимир Баканов (Ротбарт, злой волшебник).
Фрагменты из балета Бориса Асафьева «Бахчисарайский фонтан», либретто Николая Волкова, постановка Ростислава Захарова. Исполнители: Галина Уланова (Мария), Майя Плисецкая (Зарема), Пётр Гусев (хан Гирей), Юрий Жданов, Игорь Бельский.
Фрагменты из балета Бориса Асафьева «Пламя Парижа», либретто Николая Волкова, Владимира Дмитриева, постановка Василия Вайнонена. Исполнители: Вахтанг Чабукиани, Муза Готлиб, Виктор Цаплин, Ядвига Сангович, Виктор Смольцов.
Премьера фильма состоялась 9 февраля 1954 года.
Фильм перешёл в общественное достояние на территории России.